# Liebe vergisst man nicht
Liebe vergisst man nicht ist ein komödiantischer Fernsehfilm von Matthias Tiefenbacher aus dem Jahr 2010.

## Inhalt
Robert Kant, ein äußerst erfolgreicher Architekt, will aus geschäftlichen Gründen mit seiner Zukünftigen, der Tochter seines Chefs, nach Shanghai fliegen, bemerkt aber kurz vor dem Abflug der Maschine, dass er seinen Reisepass vergessen hat. Beim Versuch, diesen in aller Eile zu holen, nimmt er den Leihwagen eines Chinesen namens Cheng entgegen und rast mit diesem los. Doch dann verursacht er einen schweren Unfall, bei dem er eine ganze Wagenladung wertvoller Keramik der Töpferin Teresa Blümel zerstört. Diese leistet erste Hilfe und versucht danach sogleich, seine persönlichen Daten für die Versicherung zu erfragen, denn ohne den zu erwartenden Schadenersatz wäre sie ruiniert. Aber Robert Kant hat sein Gedächtnis verloren und kann ihr dabei nicht weiterhelfen. Die Polizei erfährt, dass der Leihwagen zuletzt von besagtem Herrn Cheng geliehen wurde, und so hält man Robert Kant für diesen Chinesen. Zweifel an seiner chinesischen Identität aufgrund seines fließenden Deutsches und europäischen Aussehens werden durch seine profunden Chinesischkenntnisse zerstreut.
Teresa Blümel nimmt schließlich den an Amnesie Leidenden mit zu sich nach Hause, wo er ihre Kinder kennenlernt, die in ihm schnell einen Vaterersatz sehen. Es folgt eine leise Annäherung zwischen Teresa und Robert, die aufgrund vieler Gemeinsamkeiten und trotz einiger Unterschiede dazu führt, dass sich die beiden ineinander verlieben. Als Robert Kant an der Unfallstelle sein vermisstes Portemonnaie mit Personalausweis und im weiteren Verlauf sein Gedächtnis wiederfindet, könnte er nun in sein altes Leben und zu seiner Verlobten zurückkehren, doch er entscheidet sich für Teresa.

## Hintergrund
Der Film wurde von Hager Moss Film produziert im Auftrag der ARD in Zusammenarbeit mit der Degeto. Er hatte den Arbeitstitel Alles auf Anfang und wurde in München gedreht. Erstmals gezeigt wurde der Film am 2. Dezember 2010 auf Das Erste.